# 勝田 (八千代市)
勝田（かつた）は千葉県八千代市の大字。郵便番号276-0024。

## 地理
八千代市東南部に位置する。農地が多く、田園地帯が広がる。
鎌倉時代には既に勝田の地名が有り、江戸時代には勝田村が有った。古語で「かち」は「崖」、「た」は「処」を表し、「かつた」は「崖のある所」という意味の地形地名で、地名に縁起の良い漢字を二文字使うように指導され、「勝田」は後に付けられた当て字だという。

### 河川
- 勝田川

## 歴史
1970年（昭和45年）9月16日、区画整理により、一部地域は、勝田台1〜7丁目に変更。
さらに、1985年（昭和60年）10月7日、区画整理により、一部地域は、勝田台南1〜3丁目に変更。

## 世帯数と人口
2017年（平成29年）10月31日現在の世帯数と人口は以下の通りである。
| 大字 | 世帯数  | 人口    |
| ---- | ------- | ------- |
| 勝田 | 498世帯 | 1,446人 |

## 小・中学校の学区
市立小・中学校に通う場合、学区は以下の通りとなる。
| 番地                                         | 小学校                   | 中学校                 |
| -------------------------------------------- | ------------------------ | ---------------------- |
| 126～613番地 627～805番地 899番地～1323番地4 | 八千代市立勝田台南小学校 | 八千代市立勝田台中学校 |
| その他                                       | 八千代市立勝田台小学校   | 八千代市立勝田台中学校 |

## 施設
- 勝田台病院
- 円福寺 - 真言宗豊山派の仏教寺院。
- 神道大教

## 祭事
- 勝田の獅子舞 - 八千代市指定文化財

## 交通

### 鉄道
地内に鉄道は通過していない。最寄駅は京成電鉄勝田台駅または東葉高速線東葉勝田台駅となる。

### 道路
一般国道
- 国道16号